# Little Armstrong Bay
Little Armstrong Bay är en vik i Australien. Den ligger i delstaten Western Australia, omkring 34 kilometer väster om delstatshuvudstaden Perth. Little Armstrong Bay ligger på ön Rottnest Island. Den ligger vid sjöarna  Lake Baghdad Government House Lake och Garden Lake.
Genomsnittlig årsnederbörd är 1 018 millimeter. Den regnigaste månaden är maj, med i genomsnitt 176 mm nederbörd, och den torraste är februari, med 9 mm nederbörd.